# Duval Guillaume
Duval Guillaume is een Belgisch reclamebureau. Het bedrijf creëerde reclamecampagnes voor onder meer Procter & Gamble, Coca Cola Company, Carlsberg, Google, de Europese Commissie, Yves Rocher en PricewaterhouseCoopers.

## Geschiedenis
Het bureau werd in 1996 opgericht door André Duval en Guillaume Van der Stighelen.
In 2006 werd het bureau overgenomen door Publicis Worldwide. De oprichters verlieten in 2011 het reclamebureau. De creatieve leiding kwam hierop in handen van Katrien Bottez en Geoffrey Hantson, die in 2015 op hun beurt het bedrijf verlieten, waarna de artistieke leiding kwam van Véronique Sels die op dat ogenblik al een 80-tal reclameprijzen had gewonnen met andere reclamebureaus.
In 2012 werd Duval Guillaume tijdens de Cannes Lions International Festival of Creativity, het grootste creatieve festival ter wereld, uitgeroepen tot "Media agency of the year" omdat het bureau het grootste aantal reclameprijzen had gewonnen.
Naast de thuisbasis Antwerpen had het bureau een tijdlang een kantoor in New York (2005-2008).. Het kantoor in Brussel fuseerde in 2011 met moederbedrijf Publicis die reeds een vestiging in Brussel had.